# Centralna Ewidencja Pojazdów i Kierowców
Centralna Ewidencja Pojazdów i Kierowców (CEPiK) – system informatyczny obejmujący centralną bazę danych zawierającą dane i informacje o drogowych pojazdach mechanicznych, ich właścicielach i posiadaczach, a także osobach posiadających wymagane uprawnienia do kierowania pojazdami. Ewidencja ta prowadzona jest w systemie teleinformatycznym.
CEPIK 2.0 nie został ukończony.

## Zadania CEPiK
Głównym zadaniem Centralnej Ewidencji Pojazdów i Kierowców jest ochrona interesów państwa i obywateli w zakresie bezpieczeństwa ruchu drogowego oraz bezpieczeństwa pojazdów i ich właścicieli, a w szczególności poprawa bezpieczeństwa cywilnoprawnego obrotu pojazdami oraz ograniczenie i eliminacja kradzieży pojazdów, dokumentów oraz różnego rodzaju oszustw celnych czy ubezpieczeniowych (wyłudzenie).
CEPiK ma również zwiększyć efektywność pracy Policji, a także usprawnić pracę organów administracji publicznej w zakresie rejestracji pojazdów i wydawania praw jazdy. Ma być również w pełni kompatybilny z rozwiązaniami funkcjonującymi w krajach Unii Europejskiej.

## Ewidencja pojazdów
W centralnej ewidencji pojazdów (CEP) są gromadzone następujące informacje i dane opisujące:
- pojazd
- rejestrację pojazdu
- właściciela (posiadacza pojazdu)
- zdarzenia takie jak:
  - kradzież pojazdu oraz jego odnalezienie,
  - wybicie numeru nadwozia (podwozia) lub numeru silnika,
  - nadanie i utrata dowodu rejestracyjnego, tablic rejestracyjnych, pozwolenia czasowego, tablic tymczasowych, karty pojazdu oraz ich odnalezienie
  - zatrzymanie dowodu rejestracyjnego albo pozwolenia czasowego
  - termin następnego badania technicznego
- zawarcie umowy obowiązkowego ubezpieczenia OC posiadacza pojazdu, w tym dane takie jak:
  - imię i nazwisko (lub nazwę firmy) ubezpieczonego i jego adres zamieszkania (lub adres siedziby)
  - nazwę zakładu ubezpieczeń, który zawarł umowę
  - nazwę, serię i numer dokumentu potwierdzającego zawarcie umowy
  - datę zawarcia umowy i okres odpowiedzialności zakładu ubezpieczeń
  - datę rozwiązania umowy

### Liczba pojazdów
W 2023 roku w CEP znajdowało się 27,4 mln zarejestrowanych aut osobowych. Wśród nich znajdowały się samochody, które nie zostały wyrejestrowane, chociaż zostały zezłomowane lub wywiezione z Polski. W czerwcu 2024 roku z ewidencji wykreślono 7,16 mln pojazdów, których ostatnia rejestracja miała miejsce przed 14 marca 2005 roku, które nie miały ważnych badań technicznych i przez ponad 10 lat nie opłacano za nie obowiązkowego ubezpieczenia OC.

## Ewidencja kierowców
W centralnej ewidencji kierowców (CEK) są gromadzone następujące informacje i dane opisujące:
- kierowcę
- dokument stwierdzający posiadanie uprawnienia
- zdarzenia:
  - zatrzymanie dokumentu stwierdzającego uprawnienia oraz jego zwrócenie
  - cofnięcie uprawnienia oraz jego przywrócenie
  - utrata dokumentu stwierdzającego uprawnienia oraz jego odnalezienie
  - zakaz prowadzenia pojazdów
- zakres i numer zaświadczenia ADR oraz okres, na jaki zostało ono wydane

## Lista podmiotów wymieniających dane
Podmioty uprawnione do wymiany danych (pobierania i/lub  zapisu) w systemie wraz z zakresem ich uprawnień zostały wymienione w poniższej tabeli.
| Nazwa podmiotu | CEP | CEK |
| --- | --- | --- |
| Policja | T   | T   |
| Inspekcja Transportu Drogowego                                                                                                  | T   | T   |
| Żandarmeria Wojskowa | T   | T   |
| Szef Inspektoratu Wsparcia Sił Zbrojnych                                                                                        | N   | T   |
| Straż Graniczna | T   | T   |
| Agencja Bezpieczeństwa Wewnętrznego                                                                                             | T   | T   |
| Agencja Wywiadu | T   | T   |
| Komendant Służby Ochrony Państwa                                                                                                | T   | T   |
| Centralne Biuro Antykorupcyjne                                                                                                  | T   | T   |
| Służba Kontrwywiadu Wojskowego                                                                                                  | T   | T   |
| Służba Wywiadu Wojskowego | T   | T   |
| sądy | T   | T   |
| prokuratura | T   | T   |
| organy Krajowej Administracji Skarbowej                                                                                         | T   | T   |
| Ubezpieczeniowy Fundusz Gwarancyjny                                                                                             | T   | N   |
| Polskie Biuro Ubezpieczycieli Komunikacyjnych                                                                                   | T   | N   |
| Zakład Ubezpieczeń Społecznych                                                                                                  | T   | N   |
| organy właściwe w sprawach rejestracji pojazdów i wydawania dokumentów stwierdzających uprawnienia do kierowania pojazdami      | T   | T   |
| Straż gminna/miejska | T   | T   |
| Szef Krajowego Centrum Informacji Kryminalnych                                                                                  | T   | T   |
| komornicy sądowi | T   | N   |
| administracyjne organy egzekucyjne                                                                                              | T   | N   |
| organy podatkowe | T   | N   |
| wojskowi komendanci uzupełnień                                                                                                  | T   | T   |
| minister właściwy do spraw środowiska                                                                                           | T   | N   |
| minister właściwy do spraw transportu                                                                                           | T   | T   |
| minister właściwy do spraw wewnętrznych                                                                                         | T   | T   |
| Prezes Głównego Urzędu Statystycznego                                                                                           | T   | N   |
| Wojewódzki Ośrodek Ruchu Drogowego                                                                                              | N   | T   |
| marszałek województwa | N   | T   |
| podmioty wydające karty kierowcy                                                                                                | N   | T   |
| minister właściwy do spraw zabezpieczenia społecznego                                                                           | T   | T   |
| kierownik ośrodka pomocy społecznej lub pracownik socjalny                                                                      | T   | N   |
| minister właściwy do spraw rodziny                                                                                              | N   | T   |
| organ właściwy dłużnika, o którym mowa w art. 2 pkt 9 ustawy z dnia 7 września 2007 r. o pomocy osobom uprawnionym do alimentów | N   | T   |
| organy Inspekcji Ochrony Środowiska                                                                                             | T   | N   |

Podmioty uprawnione do bezpłatnego dostępu do SI CEPiK są wymienione w art. 80c ust. 1 oraz art. 100c ust. 1 ustawy Prawo o ruchu drogowym.
Od 2019 roku prawo dostępu do niektórych danych przez Internet ma również każdy obywatel posiadający profil zaufany i odpowiednie dane pojazdu:
- numer rejestracyjny
- numer VIN
- data pierwszej rejestracji.

## Podstawa prawna
Ewidencja została utworzona na podstawie art. 80a ust. 1 i 100a ust. 1 ustawy z dnia 20 czerwca 1997 r. – Prawo o ruchu drogowym.